# Lophostemon suaveolens
Lophostemon suaveolens é uma espécie de árvore da família botânica Myrtaceae.
Cresce para uma árvore de tamanho médio, nativa da Austrália e Nova Guiné.
Na Austrália, fontes botânicas descrevem-no como ocorrendo naturalmente da costa norte de NSW através do leste de Queensland até a Península de Cape York, incluindo os trópicos úmidos de Queensland, onde se estende até 900 metros acima do nível do mar; cresce em terrenos pantanosos ou planícies aluviais de rios, em florestas abertas, matas de galeria e nas margens de florestas tropicais.